# Elecciones estatales de Hesse de 1958

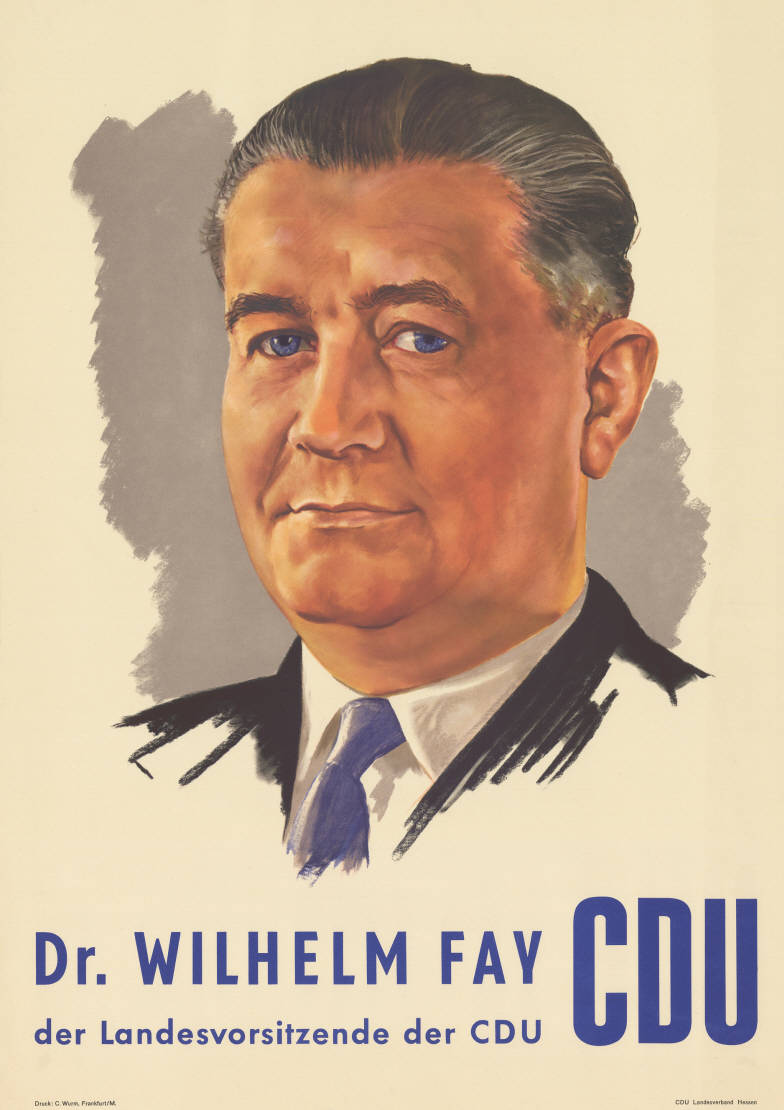
Cartel electoral de la CDU

La elección al cuarto Parlamento de Hesse tuvo lugar el 23 de noviembre de 1958. Tanto el SPD como la CDU lograron beneficios significativos. La gobernante coalición del SPD y el Bloque de los Expulsados volvió a conformarse, con Georg August Zinn como ministro-presidente.

## Resultados
| Partido        | Partido        | Votos     | %     | Candidatos | Mandatos directos | Escaños |
| -------------- | -------------- | --------- | ----- | ---------- | ----------------- | ------- |
| Hab. inscritos | Hab. inscritos | 3.257.513 |       |            |                   |         |
| Votantes       | Votantes       | 2.680.548 | 82,29 |            |                   |         |
| Votos válidos  | Votos válidos  | 2.633.857 | 98,26 |            |                   |         |
|                | SPD            | 1.235.361 | 46,90 | 48         | 42                | 48      |
|                | CDU            | 843.041   | 32,01 | 48         | 6                 | 32      |
|                | FDP            | 250.310   | 9,50  | 48         |                   | 9       |
|                | GB/BHE         | 193.996   | 7,37  | 48         |                   | 7       |
|                | DP             | 93.260    | 3,54  | 48         |                   |         |
|                | DRP            | 16.178    | 0,61  | 30         |                   |         |
|                | DG             | 1.093     | 0,04  | 4          |                   |         |
|                | DVP            | 466       | 0,02  | 2          |                   |         |
|                | Independientes | 152       | 0,01  | 1          |                   |         |
|                | Total          | 2.633.857 | 100   | 277        | 48                | 96      |